# Santa Maria (fartyg)
Santa Maria var Christofer Columbus flaggskepp som han och hans mannar 1492 seglade över Atlanten med till Amerika. Santa Maria, som ursprungligen hette Marigalante, var 36 meter långt och av typen karack. Det var det största men också det långsammaste av de tre skeppen som deltog i expeditionen. De övriga var karavellerna Niña och Pinta. Santa Maria gick på grund utanför Hispaniola den 25 december 1492, mitt under expeditionen och kunde inte räddas.
Santa Maria var tremastad. Vi kan inte veta exakt hur hon såg ut, för det finns inga samtida avbildningar. Vi vet emellertid rätt väl från diverse bilder hur en 1400-talskarack såg ut, så vi vet hur hon kunde ha sett ut. Columbus själv räknar dessutom upp alla segel i sina dagboksanteckningar.
På stormasten (i mitten) fördes storseglet, som vid segling i svag vind kunde förstoras med hjälp av två bonnetter som snörades fast, samt ovan detta ett märssegel. På fockmasten (förut) fördes endast fock. Under bogsprötet fördes en blinda. Mesanmasten (akterut) var riggad med ett latinsegel. Utom det sistnämnda var alla segel råsegel. Dessutom kunde man tillfälligt sätta upp skeppsbåtens mast och segel, troligen också ett latinsegel, på akterdäcket.